# Homosexualität und Christentum
Die Homosexualität ist innerhalb des Christentums ein kontrovers und viel diskutiertes Thema. Praktizierte Homosexualität wird aufgrund biblischer Aussagen im Alten und im Neuen Testament von vielen Kirchen abgelehnt. Diese sehr breit formulierten biblischen Aussagen werden von vielen Theologen so ausgelegt, dass sie nur spezielle Situationen betrafen. Das Formulieren ethischer Richtlinien aufgrund von biblischen Aussagen ist eine Aufgabe der biblischen Hermeneutik und der christlichen Ethik. Hierbei werden mitunter biblische Prinzipien wie Liebe und partnerschaftliche Treue stärker gewichtet als einzelne Verbote.
Die römisch-katholische Kirche, die orthodoxen Kirchen, einige konservativere Kirchen der anglikanischen Gemeinschaft und die meisten evangelikalen und pfingstlerischen Freikirchen und Gemeinschaften sind der Meinung, gleichgeschlechtliche Sexualbeziehungen widersprächen dem Willen Gottes.
Eine Reihe protestantischer Kirchen, vorwiegend in westlichen Ländern, haben sich akzeptierend gegenüber Homosexualität positioniert. Sie wird dort nicht als Sünde gesehen; teilweise werden gleichgeschlechtliche Partnerschaften akzeptiert und den Ehen von heterosexuellen Paaren gleichgestellt. Manche Kirchen haben zwar keine solche Gleichstellung, aber sie praktizieren kirchliche Segnungsfeiern für gleichgeschlechtliche Paare.
Organisationen, die in Deutschland die Anliegen von Homosexuellen in den Kirchen vertreten, sind die Regenbogen-NAK, die Ökumenische Arbeitsgruppe Homosexuelle und Kirche (HuK e. V.), die christliche Initiative Zwischenraum (mit einem Fokus auf freikirchlichen Gemeinden) sowie die beiden ökumenischen Initiativen „Christlich-Sicher-Geborgen“ und „Kirche von unten“ (IKvu).

## Aussagen der Bibel
In der Bibel werden an einigen Stellen gleichgeschlechtliche sexuelle Handlungen thematisiert. Dem Alten Testament zufolge verbietet Gott dem Volk Israel bestimmte sexuelle Beziehungen, darunter auch den Beischlaf von Männern bei Männern; Lev 18,22 : „Du sollst nicht bei einem Mann liegen wie bei einer Frau; es ist ein Gräuel“. In Lev 20,13  wird hinzugefügt, „dass man mit diesem Verhalten sein Leben verwirkt“.
Das Verbot gleichgeschlechtlichen sexuellen Verhaltens steht  in den beiden „Unzuchtskatalogen“ in Lev 18 und 20. Dazwischen, in Lev 19, stehen zahlreiche ethische Regeln, etwa das Gebot der Nächstenliebe (Lev 19,18 ). Manchmal wurde erwogen, ob die hier erwähnte Homosexualität im Rahmen eines bestimmten heidnischen Kults stand. Der Kontext bietet dafür jedoch keinen Anhaltspunkt. Der Einstieg zu diesen Unzuchtskatalogen besteht in der Warnung davor, die Lebensweise und die Regeln der Ägypter oder der Völker Kanaans zu übernehmen (Lev 18,3 ). Hier ist kein Bezug speziell auf religiöse Kulte erkennbar.
Im Neuen Testament verurteilt Jesus in Mk 7,21f.  porneia („Prostitution“). Mit diesem Ausdruck wurde im Griechischen Geschlechtsverkehr mit mehreren Partnern außerhalb der heterosexuellen Beziehung bezeichnet, für die einer der Teilnehmer Geld entgegennahm, jedoch wird er von der katholischen und der orthodoxen Kirche als griechische Interpretation des hebräischen Unzuchtsbegriffs verstanden, der auch Sex, sogar in einer liebevollen Beziehung, vor der Ehe und homosexuellen Sex einschließt. Jesus hat in Mk 7,19  die Speise- und Zeremonialgesetze aufgehoben, demgegenüber aber in Mk 7,21f. betont, dass Geschlechtsverkehr außerhalb der Beziehung falsch sei.
Paulus behandelt das Thema Homosexualität in Röm 1,27 , in 1 Kor 6,9–11 ; auch im vermutlich deuteropaulinschen 1 Tim 1,8–10  kommt es zur Sprache. Gleichgeschlechtliches Sexualverhalten wird scharf verurteilt. Das in 1.Kor und 1.Tim gebrauchte griechische Wort arsenokoites lässt sich am ehesten übersetzen als „einer, der mit Männern geschlechtlich verkehrt“. Dieser seltene Begriff dürfte von der Septuaginta abgeleitet sein, denn dort steht an den beiden Levitikus-Stellen (18,22 und 20,13): „meta arsenos koitēn gynaikos“ (deutsch: der bei einem Mann wie bei einer Frau liegt).

## Römisch-katholische Kirche
Die römisch-katholische Kirche besteht darauf, dass „jeder Person dieselbe fundamentale Identität zukommt, Geschöpf zu sein und durch die Gnade Kind Gottes, Erbe des ewigen Lebens“ und weigert sich von daher, eine Person ausschließlich als „heterosexuell“ oder „homosexuell“ einzustufen. Sie unterscheidet klar zwischen homosexuellen Neigungen und homosexuellem Tun. Gemäß der römischen Glaubenskongregation ist die homosexuelle Neigung oder Tendenz zwar objektiv ungeordnet und nicht dem Schöpfungssinn von Sexualität entsprechend, aber als solche noch nicht sündhaft, während bewusst und frei vollzogene homosexuelle Akte als schwere Sünde angesehen werden. Grundsätzlich sind alle Christen dazu aufgerufen, ein keusches Leben zu führen; von homosexuellen Menschen wird darüber hinaus gefordert, sie sollen sich der gleichgeschlechtlichen Sexualität vollständig enthalten.
Innerhalb der Kirche wird diese Haltung jedoch nicht in allen Ländern von der Mehrheit der Laien getragen, vielmehr gibt es große Unterschiede zwischen verschiedenen katholischen Gebieten. Die Akzeptanz von Homosexualität ist in Brasilien und auf den Philippinen mit über 70 % gleich hoch wie in vielen westlichen Ländern. Eine ältere Umfrage vom Januar 2001, durchgeführt von der Utrechter Universität im Auftrag der Zeitschrift Gay Krant, ergab, dass von 339 befragten katholischen Priestern in Holland 56 % eine gleichgeschlechtliche Partnerschaft in ihrer Kirche segnen würden, 83 % würden dies im Privaten tun. In den Vereinigten Staaten ergab eine Umfrage, dass nur eine knappe Mehrheit von 55 % der Katholiken gegen die gleichgeschlechtliche Ehe sind. So zeigt sich bei manchen katholischen Theologen eine andere Haltung; andere Strömungen halten freilich mit dem offiziellen Lehramt der Kirche fest an der traditionellen Ablehnung.
Eine Befragung des Vatikans aus dem Jahre 2013 ergab, dass 60 Prozent der Befragten sich eine Anerkennung und Segnung gleichgeschlechtlicher Partnerschaften wünschen. Allerdings zeige sich hier eine Polarisierung zwischen entschiedener Ablehnung und klarer Zustimmung.
Die Familiensynode 2014 in Rom hat unter anderem über die ethische und theologische Anerkennung homosexueller Paare beraten. Ergebnisse dieser Diskussion sollen erst auf einer zweiten Synode im Herbst 2015 verkündet werden. Eine der häufigsten Forderungen (seitens der Bischofssynode 2014) war die nach einer veränderten Sprache. „Menschen zu brandmarken, hilft nicht“, fasste Pater Thomas Rosica die Redebeiträge im vatikanischen Pressesaal zusammen. Formulierungen wie „in Sünde leben“, „objektiv ungeordnet“ im Bezug auf Homosexualität oder „Verhütungsmentalität“ seien zu vermeiden, hätten Bischöfe gefordert. Betont wurde auch, homosexuelle Partnerschaften seien nicht grundsätzlich zu verurteilen. Wenn eine gleichgeschlechtliche Partnerschaft über Jahrzehnte treu gelebt werde, könne man nicht sagen, „das ist nichts“. Die Reformvorschläge fanden auf der Synode nur eine einfache Mehrheit unter den anwesenden Theologen und Kardinälen, aber nicht die notwendige Zwei-Drittel-Mehrheit.
Im Juni 2016 forderte Papst Franziskus seine Kirche auf, sich für die Ausgrenzung und Diskriminierung Homosexueller zu entschuldigen.

## Orthodoxe Kirchen
Nach der Lehre der orthodoxen Kirchen hat jeder Mensch böse Neigungen. Solche Neigungen an und für sich werden nicht als sündhaft angesehen, aber das Ausleben solcher Neigungen wird als Sünde betrachtet. Die Gläubigen sind angehalten, ihnen nicht nachzugeben, sondern sie ihr Leben lang zu bekämpfen. Aus orthodoxer Sicht ist praktisch niemand immer erfolgreich im Kampf gegen seine bösen Neigungen, aber es wird erwartet, dass die Gläubigen gegen sie ankämpfen, und dass Priester und Älteste sie dabei seelsorgerlich unterstützen und mit den Schwächen der Gläubigen Geduld haben. Da orthodoxe Christen aber dazu verpflichtet sind, volle Verantwortung für die Lehren und Praxis der Kirche zu tragen, kann jemand, der homosexuelle Handlungen gutheißt, nicht an der sakramentalen Gemeinschaft der orthodoxen Kirche teilhaben – das betrifft also nicht nur die Priesterweihe, sondern auch die Kommunion.
Während offen homosexuell lebende Schwule und Lesben nicht zu den Sakramenten zugelassen sind, vertritt die orthodoxe Kirche, dass sie bezüglich bürgerlicher Rechte nicht schlechter dastehen dürfen als andere Nicht-Orthodoxe, und ausdrücklich, dass es gegen die christliche Lehre ist, sie zu hassen oder zu verachten. Zum Zweck der bürgerlichen Gleichberechtigung werden von manchen Orthodoxen auch gleichgeschlechtliche Partnerschaften befürwortet. Solche Partnerschaften werden jedoch nie als eheähnliche Verbindungen gesegnet. Wo gleichgeschlechtliche Partnerschaften gesetzlich als Ehe bezeichnet werden, wird das von orthodoxen Christen toleriert wie Gesetze über Abtreibung oder Scheidung toleriert werden, aber so wenig wie diese anerkannt oder befürwortet. Inwieweit die Forderung nach gleichen bürgerlichen Rechten mit Nicht-Orthodoxen mit der Forderung der Russisch-Orthodoxen Kirche, dass Lesben und Schwule keine Berechtigung erhalten, sich in leitenden Militärfunktionen oder auf dem Gebiet der Bildung oder Erziehung beruflich zu betätigen, vereinbar ist, bleibt dahingestellt; ebenso wie die Teilnahme orthodoxer Christen an Gegendemonstrationen zu Lesben- und Schwulendemonstrationen, bei denen Lesben und Schwule mit Eiern beworfen und verprügelt worden sind, schwer mit der christlichen Lehre zu vereinbaren ist, dass Hass und Verachtung zu verurteilen seien.
Eine Hormonersatztherapie oder operative Korrektur geschlechtlicher Körpermerkmale wegen Transgeschlechtlichkeit wird als Auflehnung gegen den Schöpfer gesehen, eine Sünde, die durch die Taufe vergeben werden kann, wenn sie entsprechend bereut wird. Getauft wird jedoch prinzipiell mit einem Taufnamen, der dem Geschlecht, dem der Mensch bei der Geburt zugeteilt wurde, entspricht. Eine Priesterweihe oder kirchliche Trauung ist für Transpersonen nicht erlaubt.
Nach der Weihe von Gene Robinson zum ersten offen in einer homosexuellen Partnerschaft lebenden Bischof der zur anglikanischen Kirchengemeinschaft gehörigen Episkopalkirche der Vereinigten Staaten von Amerika haben Papst Schenuda III. von der Koptisch-Orthodoxen Kirche, Patriarch Ignatius Zakka I. Iwas von der Syrisch-Orthodoxen Kirche und Katholikos Aram I. von der Armenischen Apostolischen Kirche vorgeschlagen, weitere ökumenische Gespräche mit der anglikanischen Gemeinschaft zu verschieben, bis die diesbezügliche Situation in der anglikanischen Gemeinschaft geklärt ist. Die Russisch-Orthodoxe Kirche brach nach der Bischofsweihe von Robinson alle Zusammenarbeit mit der Episkopalkirche ab.

## Altkatholische Kirche
Die westeuropäischen altkatholischen Kirchen der Utrechter Union vertreten seit den 1990er Jahren verstärkt eine akzeptierende Haltung gegenüber homosexuellen Menschen. Dahingehend äußerte sich beispielsweise die 53. Ordentliche Bistumssynode der Alt-Katholischen Kirche in Deutschland 1997 wie folgt:

„Die Synode stellt fest, dass in vielen unserer Gemeinden gleichgeschlechtlich liebende Frauen und Männer integriert sind. Die Synode bittet die Gemeinden, sich um ein Klima der Akzeptanz, der Offenheit und Toleranz gegenüber homosexuell liebenden und lebenden Menschen weiterhin zu bemühen.“

Eine generelle Gleichstellung von homosexuellen Partnerschaften mit dem Ehesakrament wird in Mitgliedskirchen in Deutschland, Polen oder Tschechien dogmatisch abgelehnt. So schrieb der christkatholische Bischof Fritz-René Müller:

„Ich finde es falsch, wenn man im Zusammenhang mit gleichgeschlechtlichen Partnerschaften von ‚Ehe‘ redet. Homosexuelle Partnerschaften können und brauchen nicht als ‚Ehe‘ verstanden und bezeichnet werden. Auch der Begriff ‚Heirat‘ ist falsch am Platz. Sowohl kirchliche, wie auch staatliche Instanzen und ganz besonders schwule und lesbische Organisationen sollten sich von diesen Begriffen distanzieren.“

Im September 2021 befürwortete hingegen die Synode der Christkatholischen Kirche in der Schweiz die sakramentale Ehe für homosexuelle Ehepaare.
Während gleichgeschlechtliche Paare hingegen nicht in Polen oder in Tschechien in den altkatholischen Kirchen getraut werden können, besteht aber die Möglichkeit die Partnerschaft öffentlich segnen in den Altkatholischen Kirchen in Deutschland, in Österreich oder in den Niederlanden zu lassen. Zur Begründung dieser Praxis wird unter anderem darauf verwiesen, dass sich die „Tradition der ‚Freundschaftssegnung‘ […] bis ins zwölfte Jahrhundert historisch belegen“ lässt. In der deutschen alt-katholischen Kirche ist es dabei dem zuständigen Pfarrer freigestellt, eine solche Segnung vorzunehmen oder abzulehnen.
In der Altkatholischen Kirche Österreichs wurde die Homosexualität eines Priesters auch nach seinem Outing im österreichischen Fernsehen akzeptiert. Nach diversen Konflikten kam es zum Zerwürfnis, so dass das Dienstverhältnis aufgelöst wurde. Die vormalige Mitgliedskirche der Utrechter Union in den USA und Kanada, die Polish National Catholic Church, betrachtet gelebte Homosexualität als sündhaft (Erklärung von Scranton).

## Anglikanische Kirchengemeinschaft
In der Anglikanischen Gemeinschaft ist die Haltung zur Homosexualität höchst umstritten: akzeptierend die anglikanischen Provinzen in den Vereinigten Staaten (Episkopalkirche der Vereinigten Staaten von Amerika),, England (Church of England), Schottland (Episcopal Church of Scotland), Wales (Church in Wales), Südafrika (Anglican Church of Southern Africa), Neuseeland (Anglican Church in Aotearoa, New Zealand and Polynesia) und Kanada (Anglikanische Kirche von Kanada), ablehnend in der Mehrheit der Provinzen in der Dritten Welt. Die Brisanz dieser Frage in der weltweiten Kirchengemeinschaft nahm mit der Weihe von Gene Robinson als Bischof der Episcopal Diocese of New Hampshire zu, war aber innerhalb der Episcopal Church 2010 kaum von Bedeutung für die Wahl der offen homosexuellen, anglikanischen Bischöfin Mary Douglas Glasspool in Los Angeles. Ebenso war sie im Jahre 1999 bei der Wahl des offen homosexuellen anglikanischen Bischof Peter Wheatley in der anglikanischen Kirche von England nicht entscheidungsrelevant.

## Evangelische Kirchen
Im Bereich der protestantischen Kirchen gibt es eine große Bandbreite von theologischen Lehrmeinungen und ethischen Positionen zum Thema.

### International
Zu den evangelischen Kirchen mit einer liberalen Haltung zählen die United Church of Christ und die United Church of Canada, die gleichgeschlechtliche Paare in den Kirchen akzeptieren und Trauungen von gleichgeschlechtlichen Paaren erlauben. Die Protestantische Kirche in den Niederlanden, einige reformierte Kantonalkirchen der Evangelisch-reformierten Kirche Schweiz, die Metropolitan Community Church, die skandinavischen Volkskirchen: Dänische Volkskirche, Schwedische Kirche, Norwegische Kirche, die Isländische Staatskirche, die Vereinigte Protestantische Kirche Frankreichs, die Vereinigte Protestantische Kirche von Belgien, die Presbyterian Church (U.S.A.), die Evangelisch-Lutherische Kirche in Amerika, die Evangelisch-Lutherische Kirche in Kanada, die Evangelische Kirche H.B. in Österreich und die Evangelisch-reformierte Kirche Schweiz gehören zu diesen befürwortenden Kirchen. Einige stellen homosexuelle Geistliche, die in einer gleichgeschlechtlichen Beziehung leben, in der Besoldung und Versorgung gleich, so dass Geistliche auch in den Pfarrhäusern mit ihren Partnern zusammenleben dürfen.
In der Schwedischen Kirche wurde 2009 Eva Brunne als offen lesbisch lebende Frau zur Bischöfin in Stockholm im lutherischen Bistum Stockholm und 2015 Mikael Mogren als offen schwuler Bischof in der Schwedischen Kirche gewählt.
Die Generalsynode der United Church of Christ sprach sich am 4. Juli 2005 in Atlanta mit großer Mehrheit als erste größere Kirche in den USA dafür aus, dass gleichgeschlechtliche Paare das Recht auf Heirat erhalten sollten und Segnungen in den Kirchen erlaubt sind. Die United Reformed Church ermöglichte 2016 kirchliche Trauungen in ihren Kirchen. Die reformierte Church of Scotland befürwortete im Mai 2018 die Trauung verheirateter homosexueller Paare.

### Deutschland
Die Evangelische Kirche in Deutschland (EKD) vertritt heute eine liberalere Haltung zur Homosexualität. So können in allen Landeskirchen der EKD homosexuelle Pastoren mit ihrem standesamtlich verheirateten Partner offiziell im Pfarrhaus leben und wohnen und werden in den meisten Landeskirchen (z. B. Norddeutschland, Bremen, Rheinland) besoldungsrechtlich wie Ehepaare behandelt. In anderen Landeskirchen (z. B. Württemberg) wird von Seiten der Kirchenleitung das Zusammenleben akzeptiert, aber nicht besoldungsrechtlich gleichgestellt.
Die folgenden Landeskirchen der EKD erlauben eine öffentliche Segnung von gleichgeschlechtlichen Ehen in ihren Kirchen, soweit die Ortspastorin bzw. der Ortspastor einverstanden ist: Rheinland, Berlin-Brandenburg-schlesische Oberlausitz, Evangelisch-Lutherische Kirche in Norddeutschland, Braunschweig, Pfalz, Hessen-Nassau, Oldenburg, Bremen, Westfalen, Mitteldeutschland, die Evangelische Kirche von Kurhessen-Waldeck, die Evangelisch-lutherische Landeskirche Hannovers, die Evangelisch-reformierte Kirche, in der Evangelischen Landeskirche in Baden und in der Evangelisch-Lutherischen Kirche in Bayern.
Die Synode der Evangelischen Kirche im Rheinland stellte 2016 fest, homosexuelle Paare seien gleichberechtigt. Somit sei auch für diese Paare eine Trauung möglich, es würde dabei ausdrücklich kein Unterschied zu „normalen“ Partnerschaften gemacht. Neben der Landeskirche im Rheinland ermöglichen die Landeskirche Hessen-Nassau, die Landeskirche Hessen-Waldeck, die Evangelische Landeskirche in Baden, die Lippische Landeskirche, die Evangelisch-Lutherische Kirche in Oldenburg, Evangelische Kirche in der Pfalz, die Reformierte Landeskirche, die Landeskirche Berlin-Brandenburg-schlesische Oberlausitz, die Evangelisch-Lutherische Landeskirche in Braunschweig, die Evangelisch-Lutherische Landeskirche Hannovers, die Evangelisch-Lutherische Kirche in Norddeutschland und die Evangelische Kirche von Westfalen kirchliche Trauungen für gleichgeschlechtliche Paare.
In ihrer Orientierungshilfe Zwischen Autonomie und Angewiesenheit hat sich die Evangelische Kirche in Deutschland (EKD) am 19. Juni 2013 für eine Kehrtwende ausgesprochen und Beziehungen homosexueller Menschen mit den Beziehungen heterosexueller Menschen gleichgestellt:

„Liest man die Bibel von dieser Grundüberzeugung her, dann sind gleichgeschlechtliche Partnerschaften, in denen sich Menschen zu einem verbindlichen und verantwortlichen Miteinander verpflichten, auch in theologischer Sicht als gleichwertig anzuerkennen. […] Wenn sich Homosexuelle heute verpartnerten, erklärten sie wie Heterosexuelle ‚bei der Eheschließung öffentlich ihren Willen, sich dauerhaft aneinander zu binden und füreinander Verantwortung zu tragen.“

Der ehemalige Ratsvorsitzende der EKD Nikolaus Schneider berief sich bei seinen Erklärungen auf Martin Luther, der die Ehe als ein „‚weltlich Ding‘ bezeichnet hatte und nicht als unveränderliche religiöse Einrichtung“. Dabei ist jedoch zu beachten, dass für Luther die Ehe ein gottgewolltes und in der Schöpfungsordnung begründetes Heilmittel gegen jede Art von sexueller Zügellosigkeit und Perversion ist, wie sie nach seiner Auffassung auch die homosexuellen Akte darstellen.
Auch die Metropolitan Community Church wendet sich explizit an LGBT (Lesben, Schwule, Bisexuelle und Transgeschlechtliche) und bietet ihnen kirchliche Trauungen an.

## Freikirchen
Viele Freikirchen sehen homosexuelle Handlungen als Sünde, akzeptieren aber Schwule und Lesben, die zölibatär leben. So gibt es besonders in der Ex-Gay-Bewegung Stimmen, die die Ablehnung von Homosexuellen deutlich verurteilen. So sagt Stanton L. Jones: „If you cannot empathize with a homosexual person because of fear of or revulsion toward them, then you are failing our Lord.“ (Wenn du aus Angst oder Ablehnung nicht mit einer homosexuellen Person mitfühlen kannst, enttäuschst du unseren Herrn.)
Im Gegensatz zu den evangelischen Mainline-Kirchen verurteilen konservative Denominationen, wie die Southern Baptist Convention in den Vereinigten Staaten, Homosexualität oft noch wesentlich schärfer als die römisch-katholische Kirchenleitung. Einige dieser Kirchen sehen, ungeachtet der neutestamentlichen Option der Enthaltsamkeit, Ehe und Familie als Norm an und fordern Menschen mit gleichgeschlechtlichen Neigungen zur heterosexuellen Heirat auf, welche sie als angebliche „Heilung von Homosexualität“ einstufen.
In der weltweiten Evangelisch-methodistischen Kirche steht die Kirchenmitgliedschaft Lesben und Schwulen offen (Book of Discipline, Par. 304.3). Im Book of Discipline ist aber festgelegt, dass die Praxis der Homosexualität unvereinbar mit der christlichen Lehre sei, und von daher sind weder offene, nicht sexuell enthaltsame Lesben und Schwule als Geistliche erlaubt noch die Segnung gleichgeschlechtlicher Paare; die Generalkonferenzen 2004, 2008 und 2012 haben mit Zweidrittelmehrheit eine Lockerung dieser Bestimmungen über Homosexualität abgelehnt. Die Jahreskonferenz der Methodistischen Kirche in Großbritannien entschied sich 2006 dagegen, gleichgeschlechtliche Paare zu segnen. Das Thema wird in der Evangelisch-methodistischen Kirche in den Vereinigten Staaten sehr kontrovers diskutiert. 2016 wurde mit Karen Oliveto die erste offen lesbische methodistische Bischöfin gewählt, die in einer gleichgeschlechtlichen Ehe lebt. Im April 2018 befürwortete der Bischofsrat der United Methodist Church in Chicago die Ordination verheirateter homosexueller Pfarrer sowie die Trauung verheirateter homosexueller Paare.
Die Haltung der Mennoniten zur Homosexualität ist weltweit uneinheitlich und spiegelt die Spannungen zwischen traditionellen und progressiven Strömungen innerhalb der Gemeinschaft wider. Während viele konservative mennonitische Gruppen gleichgeschlechtliche Beziehungen als unvereinbar mit biblischer Lehre ablehnen, gibt es eine wachsende Zahl von Gemeinden, vor allem in Nordamerika und Europa, die offen homosexuelle Mitglieder willkommen heißen, Segnungen gleichgeschlechtlicher Partnerschaften durchführen oder homosexuelle Pastoren ordinieren. Besonders wegweisend war die mennonitische Kirche in den Niederlanden (Algemene Doopsgezinde Sociëteit), die bereits 1986, lange vor der staatlichen Legalisierung, eine gleichgeschlechtliche Trauung vollzog.  Diese Entscheidung gilt als bahnbrechend und zeigt, dass innerhalb des mennonitischen Spektrums Raum für Inklusion und theologische Weiterentwicklung besteht. 2023 veranstaltete der Gemeindetag der Arbeitsgemeinschaft Mennonitischer Gemeinden in Deutschland Gespräche und Workshops zur wirksamen Integration und Akzeptanz queerer Mennoniten innerhalb ihrer Gemeinden.

## Kirche Jesu Christi der Heiligen der Letzten Tage (Mormonen)
Die Kirche Jesu Christi der Heiligen der Letzten Tage (und viele aus ihr hervorgegangene Gemeinschaften und Kirchen) spricht sich gegen praktizierte Homosexualität aus. Ausgelebte „Homosexualität ist […] eine schwerwiegende Sünde. Sie steht dem Zweck der Sexualität entgegen“. Ein Verstoß dagegen kann zu Kirchenstrafen und Exkommunikation führen. Die Mitglieder werden dazu angehalten, homosexuellen Glaubensbrüdern und -schwestern mit Liebe und Respekt zu begegnen. Der ehemalige Präsident Gordon B. Hinckley äußerte sich dazu folgendermaßen:

„[Wir] glauben … daran, dass die Ehe zwischen Mann und Frau von Gott verordnet ist. […] Die Menschen fragen nach unserer Haltung zu denen, die sich als Schwule und Lesben betrachten. Meine Antwort lautet, dass wir sie als Söhne und Töchter Gottes lieben. […] Wenn sie diese Neigungen nicht ausleben, können sie genauso vorangehen wie alle übrigen Mitglieder der Kirche. Wenn sie das Gesetz der Keuschheit und die sittlichen Grundsätze der Kirche übertreten, unterliegen sie der Disziplin der Kirche, genauso wie andere auch. […] Aber wir können nicht schweigend zusehen, wenn sie sich unsittlich verhalten, wenn sie versuchen, für eine sogenannte gleichgeschlechtliche Ehe einzutreten, sich dafür einzusetzen und in einer solchen Beziehung zu leben.“

## Neuapostolische Kirche
Die Neuapostolische Kirche (NAK) verwendet Segensgebete für gleichgeschlechtliche Paare. Eine private Initiative von neuapostolischen Christen ist die Regenbogen-NAK.

## Zeugen Jehovas
Zeugen Jehovas lehnen Homosexualität ab, da gemäß der Bibel Gott die Sexualität nur für die Ehe zwischen Mann und Frau gedacht habe. Schwule und Lesben werden, sofern sie nicht abstinent leben, aus der Glaubensgemeinschaft ausgeschlossen. Zeugen Jehovas glauben, Homosexualität könne „geheilt“ werden und ermuntern Betroffene, zu diesem Zweck eine heterosexuelle Ehe einzugehen.

## Kirchliche Stellungnahmen zu staatlichen Gesetzen in Afrika/Asien
In Kulturen, die die Homosexualität traditionell ablehnen, wird diese Ablehnung in der Regel sowohl von den christlichen Kirchen als auch vom Islam befürwortet, was sich auch auf Gesetze gegen Homosexualität bezieht. So befürwortet die Church of Nigeria nicht nur bestehende „Sodomie“-Gesetze gegen männliche Homosexualität, sondern befürwortete 2006 auch ein neues Gesetz, welches nicht nur gleichgeschlechtliche Partnerschaften und Partnerschaftsfeiern verhindern sollte, sondern jegliche Unterstützung von LGBT-Organisationen und -Aktivitäten unter Strafe gestellt hätte. Der Nationale Rat der christlichen Kirchen Singapurs sprach sich 2007 für eine Beibehaltung des „Sodomie“-Artikels 377A des Strafgesetzes aus und forderte noch eine Erweiterung auf weibliche homosexuelle Akte. In Ruanda gibt es bisher keine Sonderstrafgesetze gegen Homosexuelle, aber Moralgesetze, die gegen Homosexuelle angewendet werden. Der anglikanische Erzbischof Emmanuel Kolini, seit 1998 Oberhaupt der Church of the Province of Rwanda, seit 2002 auch jener der von der Ortskirche abgespaltenen Anglican Coalition in Canada, forderte die Regierung auf, ihre Initiative für ein spezifisches Verbot homosexueller Handlungen rasch umzusetzen, denn „Menschen müssen sich vermehren. Alles andere führt zur Vernichtung.“ Führer der äthiopisch-orthodoxen, der römisch-katholischen und der protestantischen Kirchen in Äthiopien forderten im Dezember 2008 neben der bestehenden Strafbarkeit mannmännlicher Sexualkontakte eine Änderung der Verfassung, welche einen Bann gegen Homosexuelle enthalten soll.

## Künstlerische Auseinandersetzungen

### Film
- Der Priester. 1994. Regie: Antonia Bird, mit Linus Roache, Robert Carlyle
- Lilies. 1996. Regie: John Greyson, mit Marcel Sabourin
- Im Namen des Vaters. 2013. Regie: Malgoska Szumowska, mit Anrzej Chyra

## Dokumentationen

### Radiobeiträge
- Der Umgang der Kirchen mit Homosexuellen. (mp3-Audio) In: Bayern-2-Sendung „Nahaufnahme“. 20. Mai 2011 ehemals im Original (nicht mehr online verfügbar) (wiedergegeben auf Podcast.de; „Die Ansicht der Kirchen über homosexuelle Paare bleibt auch nach Einführung der eingetragenen Lebenspartnerschaft gespalten.“). (Seite nicht mehr abrufbar. Suche in Webarchiven)

### Zeitungen (Auswahl)
- Reinhard Urschel: Vatikan geht auf Homosexuelle zu / „Sie verfügen über Gaben und Qualitäten, die sie in der Kirche einbringen können.“ In: Hannoversche Allgemeine Zeitung (HAZ) vom 15. Oktober 2014, S. 2.
- Jan Sternberg: Ein Papst wagt sich vor / Ganz langsam bewegt sich die katholische Kirche auf die zu, die sie jahrhundertelang diskriminierte: Homosexuelle, Geschiedene, Wiederverheiratete. Aber wie sehen die eigentlich den plötzlichen Wandel? In: HAZ vom 18. Oktober 2014, S. 3.
- Petra Rückert, Miriam Schmidt: Erdbeben „light“ im Vatikan / Familiensynode uneinig über Schwule – Papst bleibt dran. In: Neue Presse (NP) vom 20. Oktober 2014, S. 2.